# Pablo Bolados
Pablo Alejandro Bolados Valenzuela (Concepción, Chile, 8 de diciembre de 1978) es un exfutbolista chileno. Jugaba de volante.

## Clubes

### Como jugador
| Club                  | País  | Año       |
| --------------------- | ----- | --------- |
| Santiago Morning      | Chile | 1997-1998 |
| Deportes Concepción   | Chile | 1999-2000 |
| Fernández Vial        | Chile | 2001-2003 |
| Deportes Puerto Montt | Chile | 2004-2005 |
| Deportes La Serena    | Chile | 2006      |
| Cobreloa              | Chile | 2007      |
| Ñublense              | Chile | 2007      |
| Deportes La Serena    | Chile | 2008-2010 |
| Curicó Unido          | Chile | 2010      |
| San Luis de Quillota  | Chile | 2011      |
| Deportes Copiapó      | Chile | 2012      |

### Como entrenador
| Club                | País  | Año  |
| ------------------- | ----- | ---- |
| San Luis (femenino) | Chile | 2021 |